# Luodis
Jezero Luodis je 6. (šesté) největší jezero v Litvě, je v okrese Zarasai u městečka Salakas, 17 km na jih od okresního města. Jeho východní břeh tvoří hranici s okresem Ignalina. Je to průtočné jezero ledovcového původu, plocha je 1320 ha, největší hloubka je 18,4 m, průměrná – 6,7 m. Břehy jsou nízké, suché, lesnaté, je zde několik tábořišť. V jezeře jsou dva dosti velké (16,5 ha) ostrovy: Alaunė neboli Krutamoja (podle toho, že lidé, kteří zde bydleli, byli velmi pracovití) a Sadausko sala neboli Juodojo Astravo sala a ještě dva další, menší ostrovy. V okolí ostrovů je jezero dosti mělké (1 – 1,5 m) i jinde je množství mělčin; nejhlubší prolákliny jsou v nejširší východní části jezera. Protéká jím horní tok řeky Šventoji, která přitéká od východu, z jezera Dūkštas (tímto jezerem také protéká), a vzápětí, sotva pár set metrů severně od ústí jezero Luodis opět opouští směrem k severu a protéká dalším jezerem Luodykštis, které kdysi bylo zátokou jezera Luodis. V okolí jezera je množství dalších, dosti velkých i menších jezer. 20 km na východ je největší jezero v Litvě Drūkšiai. Jezero je na jižním okraji ChKO Gražutės regioninis parkas.

## Záliv, poloostrovy
Pobřeží je poměrně členité. Je zde celkem devět poloostrovů (nejzajímavější je Žvėrinčiaus iškyšulis (pusiasalis); další jménem Juodojo rago pusiasalis) a jeden dosti protáhlý záliv, jménem Plavėjų įlanka neboli Kopta. Záliv je zpočátku asi 1 km široký, vybíhá směrem k jihu a pozvolna se návevkovitě zužuje. U vsi Plavėjai se stáčí k východu, zužuje se na necelých 200 m a dále se pozvolna rozšiřuje až na 400 m. Celková délka zálivu je přes 3,5 km; na jeho konci se vlévá nevýznamný přítok, přinášející vody z nedalekého menšího jezera.

## Fauna
- Síh malý Coregonus albula (ojedinělé exempláře)[5]
- Ouklej obecná Alburnus alburnus
- Okoun říční Perca fluviatilis
- Cejni Abramis
- Karas obecný Carassius carassius
- Plotice obecná Rutilus rutilus
- Štika obecná Esox lucius
- Lín obecný Tinca tinca
- Cejnek malý Blicca bjoerkna
- Perlín ostrobřichý Scardinius erythrophthalmus
- Candát obecný Sander lucioperca
- Úhoř říční Anguilla anguilla

Jezero je pronajato firmě UAB „Abramis”, Justiniškių g. 95-19, Vilnius, která vydává povolení k rybaření a poskytuje další informace.